# Villagrande Strisaili
Villagrande Strisaili (sardinski: Biddamànna Strisàili) je grad i općina (comune) u pokrajini Nuoru u regiji Sardiniji, Italija. Nalazi se na nadmorskoj visini od 700 metara i ima 3 248 stanovnika.
 Prostire se na 210,35 km². Gustoća naseljenosti je 15 st/km².
Susjedne općine su: Arzana, Desulo, Fonni, Girasole, Lotzorai, Orgosolo, Talana, Tortolì i Ulassai.